# Innocent Mthembu
Innocent Mthembu es un deportista suazi que compitió en taekwondo. Ganó dos medallas en los Juegos Panafricanos en los años 1987 y 1991, y una medalla en el Campeonato Africano de Taekwondo de 1996.

## Palmarés internacional
| Juegos Panafricanos | Juegos Panafricanos       | Juegos Panafricanos | Juegos Panafricanos |
| Año                 | Lugar                     | Medalla             | Categoría           |
| ------------------- | ------------------------- | ------------------- | ------------------- |
| 1987                | Nairobi (Kenia)           | Medalla de plata    | –54 kg              |
| 1991                | El Cairo (Egipto)         | Medalla de bronce   | –54 kg              |
| Campeonato Africano |                           |                     |                     |
| Año                 | Lugar                     | Medalla             | Categoría           |
| 1996                | Johannesburgo (Sudáfrica) | Medalla de bronce   | –54 kg              |